# 가미타케노쇼촌
가미타케노쇼촌(上竹荘村)은 오카야마현 조보군에 설치되었던 촌이다. 현재의 다카하시시에 해당한다.